# سوزانا دانيال
سوزانا دانيال (بالإنجليزية: Suzanne Danielle)‏ هي ممثلة بريطانية، ولدت في 14 يناير 1957 بلندن في المملكة المتحدة.

## وصلات خارجية
- سوزانا دانيال على موقع IMDb (الإنجليزية)
- سوزانا دانيال على موقع روتن توميتوز (الإنجليزية)
- سوزانا دانيال على موقع قاعدة بيانات الأفلام السويدية (السويدية)
- سوزانا دانيال على موقع قاعدة بيانات الفيلم (الإنجليزية)